# Rudolf Serkin
Rudolf Serkin   (Cheb, 28 de març de 1903 - Guilford, 8 de maig de 1991) fou un pianista austríac-estatunidenc nascut a Bohèmia. Està àmpliament considerat com un dels més grans intèrprets de Beethoven del segle xx.

## Primers anys, debut a la infància i educació
Serkin va néixer a l'aleshores Eger, Regne de Bohèmia, Imperi Austrohongarès (actual República Txeca), en una família jueva russa. El seu pare, Mordko Serkin, "havia estat un baix rus i li va ensenyar a llegir música abans que pogués llegir paraules".
Aclamat com un nen prodigi,va ser enviat a Viena als 9 anys, on va estudiar piano amb Richard Robert i, més tard, composició amb Joseph Marx. Debutà en públic amb la Filharmònica de Viena als 12 anys, amb una interpretació molt aclamada del Concert per a piano en sol menor de Mendelssohn. Des de 1918 fins a 1920 va estudiar composició amb Arnold Schoenberg i va participar activament a la Societat per a la interpretació privada de música de Schoenberg.

## Carrera
Serkin va començar una carrera regualr de concerts el 1920, vivint a Berlín amb el violinista alemany Adolf Busch i la seva família, que incloïa una filla Irene de 3 anys, amb qui Serkin es casaria 15 anys més tard.
El 1921, als 17 anys, va fer el seu debut a Berlín actuant al conjunt de Busch com a solista de teclat al Concert de Brandenburg núm. 5. Al final del concert, Busch va dir a Serkin que toqués un bis per al públic entusiasta. Més tard, Serkin va informar que li va preguntar a Busch: "Què et ve de gust que toqui ?" I Busch, "com a broma" li va dir que toqués les Variacions Goldberg "i m'ho vaig prendre seriosament. Quan vaig acabar només quedaven quatre persones: Adolf Busch, Artur Schnabel, Alfred Einstein i jo".
A la dècada de 1920 i principis de 1930, Serkin va actuar per tot Europa tant com a solista com amb Busch i el Quartet Busch. L'any 1933 va haver d'abandonar l'Alemanya nazi a causa dels seus orígens jueus. Es va establir a Suïssa, i més en concret a Basilea. El 1932 Adolf Busch es va traslladar a un dúplex que ell mateix havia dissenyat a Schnitterweg, Riehen, prop de Basilea. L'altra meitat va anar a parar a Rudolf Serkin, que es va casar amb la filla de Busch, Irene, el 1935.
El 1933, Serkin va fer la seva primera aparició als Estats Units al Coolidge Festival de Washington, D.C., on va actuar amb Adolf Busch. El 1936, va iniciar la seva carrera com a solista de concert als Estats Units amb la Filharmònica de Nova York sota la direcció d'Arturo Toscanini. La seva interpretació del Quart Concert per a piano de Ludwig van Beethoven va ser ben rebuda per la crítica; Olin Downes del New York Times va escriure: "Poques vegades hem escoltat l'actuació d'un pianista que combinava tan admirablement l'anàlisi més penetrant amb entusiasme artístic i sentiment càlid. De la mateixa manera, l'actuació tècnica era neta i precisa, però també bella i d'un color poètic." El 1937, Serkin va oferir el seu primer recital al Carnegie Hall de Nova York, de nou amb l'aclamació de la crítica: Downes va escriure: "El que va fer el Sr. Serkin va ser mostrar un art colossal, que va dedicar als propòsits més idealistes."

### Emigració als Estats Units
Poc després de l'esclat de la Segona Guerra Mundial el 1939, els Serkin i els Busch van emigrar als Estats Units, on Serkin va ensenyar a diverses generacions de pianistes al Curtis Institute of Music de Filadèlfia. De 1968 a 1976 va exercir com a director de l'Institut. Va viure amb la seva família en creixement, primer a Nova York, després a Filadèlfia, així com en una granja lletera a la zona rural de Guilford, Vermont.
L'any 1950 va ser convidat per Pau Casals a la primera edició del Festival de Prades. El 1951, Serkin i Adolf Busch van fundar l'Escola i Festival de Música de Marlboro, Vermont, amb l'objectiu d'estimular l'interès i la interpretació de la música de cambra als Estats Units. Va fer nombrosos enregistraments des dels anys quaranta fins als vuitanta, inclòs un del Concert per a piano núm. 4 de Beethoven per a RCA Victor el 1944, amb l'Orquestra Simfònica de la NBC dirigida per Toscanini. La majoria dels seus enregistraments es van fer per a Columbia Masterworks, tot i que als anys 80 també va gravar per a Deutsche Grammophon i Telarc. Serkin admirava la música de Max Reger, que va descobrir mentre treballava amb Adolf Busch. El 1959, es va convertir en el primer pianista dels Estats Units a gravar el Concert per a piano de Reger, op. 114, amb Eugene Ormandy i l'Orquestra de Filadèlfia.
Serkin va rebre la Medalla Presidencial de la Llibertat el 1963 i el març de 1972 va celebrar la seva aparició número 100 amb la Filharmònica de Nova York interpretant el Concert per a piano núm. 1 de Johannes Brahms. L'orquestra i la junta directiva també van nomenar Serkin membre honorari de la New York Philharmonic-Symphony Society, una distinció que també va concedir a Aaron Copland, Ígor Stravinski i Paul Hindemith. El 1986, va celebrar el seu 50è aniversari com a artista convidat amb l'orquestra. És considerat com un dels principals intèrprets de la música de Beethoven al segle xx.
Venerat com a músic de músics, figura paterna d'una legió de músics més joves que van venir a l'escola i festival de Marlboro, i pianista d'una integritat musical enorme, va fer gires per tot el món i va continuar la seva carrera en solitari i les seves activitats de gravació fins que la malaltia li impedí de continuar treballant més l'any 1989.

## Vida personal
Serkin es va casar amb Irene Busch, filla del violinista alemany Adolf Busch, el 1935.
Ell i Irene van ser els pares de set fills (un dels quals va morir en la infància), incloent el pianista Peter Serkin i la violoncel·lista Judith Serkin.Van tenir 15 néts, entre ells el compositor David Ludwig i la fagotista Natalya Rose Vrbsky.
Serkin va morir de càncer el 8 de maig de 1991, als 88 anys, a casa seva a la seva granja de Guilford, Vermont. La seva vídua Irene Busch Serkin va morir el 1998.

## Discografia seleccionada
- Ludwig van Beethoven: Concert per a piano, violí i violoncel amb Laredo, Parnas i l'Orquestra del Festival de Marlboro dirigida per Peter Schneider
- Johannes Brahms: Concert per a piano i orquestra núm. 1 amb l'Orquestra de Filadèlfia dirigida per Eugene Ormandy
- Felix Mendelssohn Bartholdy: Concerts per a piano núms. 1 i 2 amb l'Orquestra Simfònica Columbia dirigida per Eugene Ormandy
- Franz Schubert: Impromtus D 935
- Robert Schumann: Concert per a piano i orquestra amb l'Orquestra de Filadèlfia dirigida per Eugene Ormandy